# Pfarrkirche Eben am Achensee

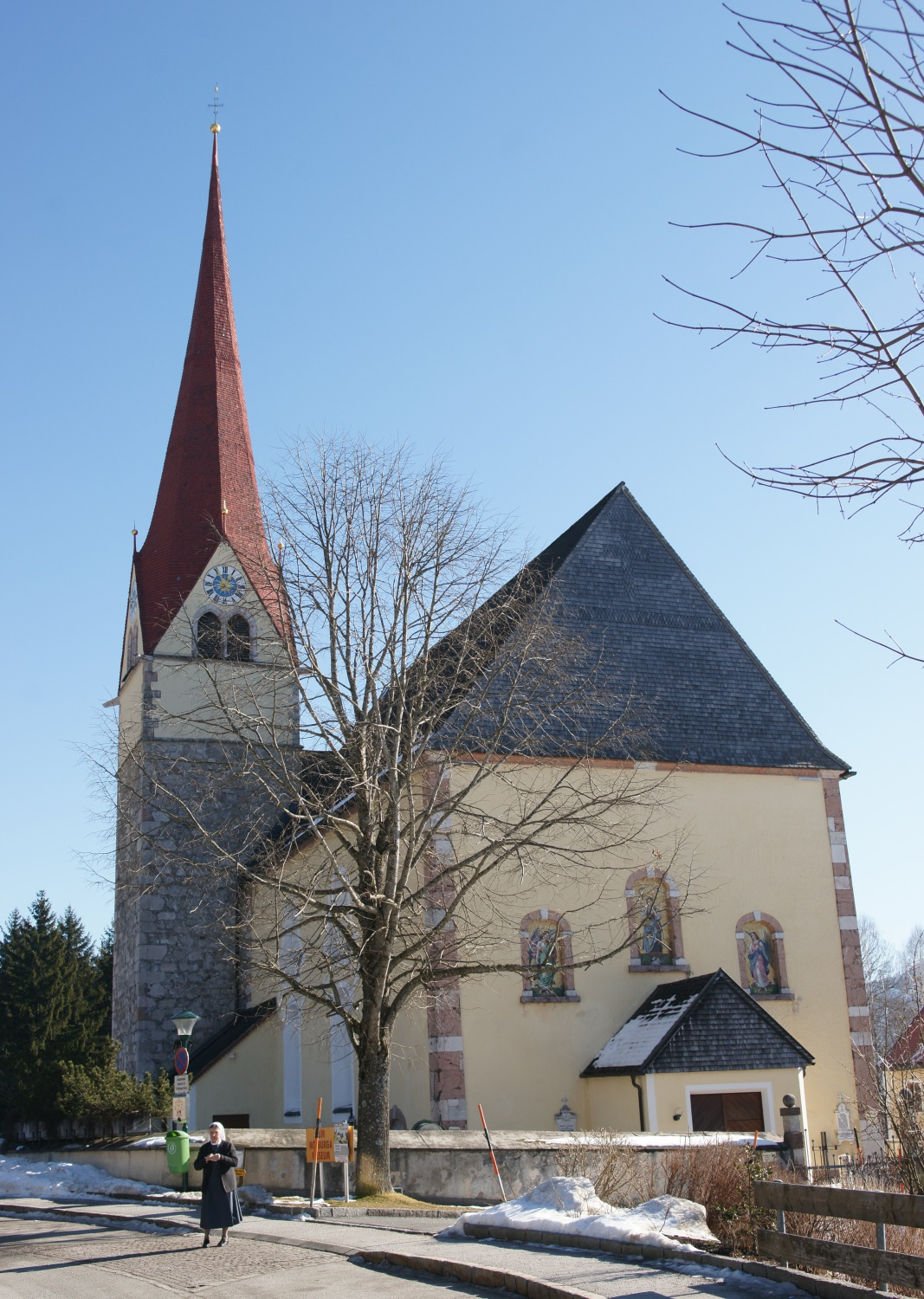
Katholische Pfarrkirche hl. Notburga in Eben am Achensee

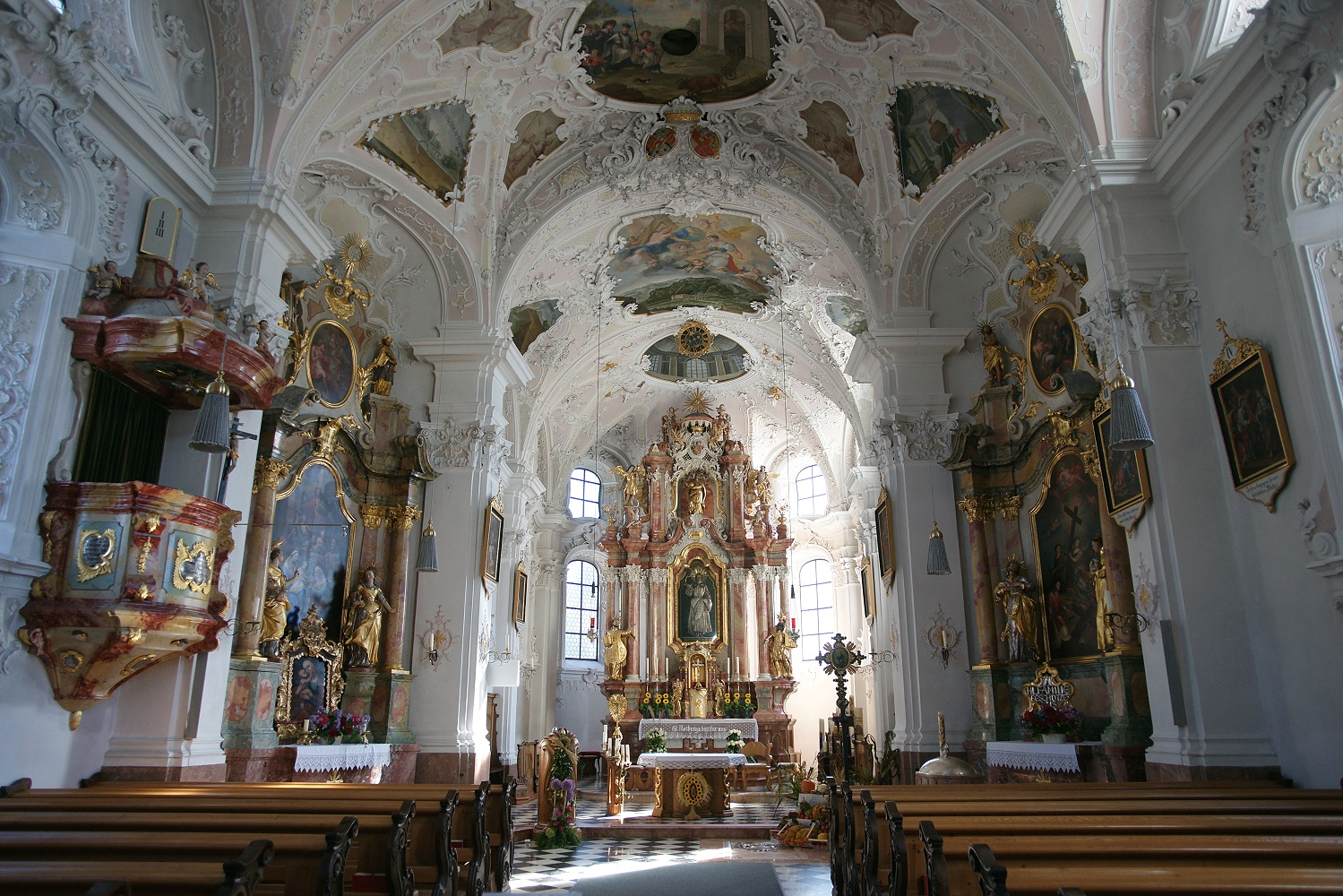
Langhaus, Blick zum Chor

Die Pfarr- und Wallfahrtskirche Eben am Achensee steht außerhalb des Ortes über dem Inntal in der Gemeinde Eben am Achensee im Bezirk Schwaz im Bundesland Tirol. Die dem Patrozinium hl. Notburga von Rattenberg unterstellte römisch-katholische Pfarrkirche gehört zum Dekanat Fügen-Jenbach in der Diözese Innsbruck. Die Kirche steht unter Denkmalschutz (Listeneintrag).

## Geschichte
Bei der Ausgrabung des Leibes der hl. Notburga 1731 wurden Reste der 14 × 7 m großen Eigenkirche um 1000 der Rottenberger ergraben. Ursprünglich dem Patrozinium hl. Rupert von Salzburg unterstellt erfolgte 1434 der Wechsel zur hl. Notburga. Seit 1474 eine Kaplanei wurde Eben 1891 Pfarre.
Vom Kirchenbau 1510/1515 ist der Chor und der Ostturm erhalten. Von 1736 bis 1738 wurde das heutige Langhaus von Jakob Singer erbaut und dabei der Chor innen einheitlich mitgestaltet.

## Architektur
Der barocke Saalbau mit einem gotischen Chor und Nordturm ist von einem Friedhof umgeben.
Das Langhaus zeigt eine geschweifte Westgiebelfront. Der Chor hat einen Fünfachtelschluss. Die Kirche zeigt Rundbogenfenster mit geschweiften Oberlichtfenstern.
Das Kircheninnere zeigt ein dreijochiges Langhaus mit einem Vorjoch am Chorbogen. Der zweijochige Chor trägt eine Stichkappentonne auf einem umlaufenden Gesims über Wandpfeilern. Es gibt hervorragende Stukkaturen in der Art Franz Xaver Feuchtmayers. Die Chorkartusche zeigt das Wappen Tannenberg und Starhemberg. Die Fresken schuf Johann Georg Höttinger, im Chor Glorie der hl. Notburga, seitlich seliger Andreas von Rinn, hl. Notburga als Fürbitterin der Stände; im Langhaus der Leichenzug der hl. Notburga kommt in Eben an, der Leichenzug überquert den Inn, Sichelwunder und Hobelspanwunder der Heiligen, seitlich im Grisaille Heilige.

## Ausstattung
Der Hochaltar um 1740 ist ein Säulenaltar, er trägt in der Mitte einen Glasschrein mit dem stehenden Skelett der hl. Notburga und trägt Statuen der Heiligen Heinrich II., Leopold, Ignatius, Rupert, Raphael und Michael, die ersten zwei Statuen von Franz Xaver Nißl um 1760.
Der Opferstock aus Rotmarmor entstand um 1510. Der Kreuzweg um 1760 entstand in der Art von Christoph Anton Mayr.
Das Orgelprospekt aus dem 18. Jahrhundert beinhaltet ein Werk von Franz Reinisch II. 1891. Eine Glocke nennt Heinrich Reinhart 1614.